# Flaín Munhoz
Flaín Munhoz (em castelhano: Flaín Muñoz; morto (m. ca. 999  ), documentado na Historia Roderici como Flaín Núñez, foi conde em Leão, o avô paterno de O Cid e bisavô da esposa deste, Jimena Dias. Seus pais foram os condes Munio Flaínez e Froiloba Bermudes, filha de Bermudo Nunes e Argilo.

## Biografia
Aparece pela primeira vez em 975 confirmando uma doação ao mosteiro familiar de Santa Colomba de Ripa Rubia depois de Pedro e Gomes, filhos de seus sogros Fernando Bermudes e Elvira. A partir de 986, a sua presença na cúria régia do rei Bermudo II foi constante. Desde 991 governava a tenência de Noantica na região de alto Esla e outros lugares como Valdoré onde também dirimia os processos atuando como juiz. Em 995 começou a assinar diplomas reais com o título de conde e acumulou uma grande fortuna adquirindo muitas propriedades com suas esposas.
O conde faleceu entre 998, a data de sua última aparição, e 1003, quando sua segunda esposa se declara viúva, embora a data mais provável foi em 999.

## Matrimónios e descendência
Flaín Munhoz contraiu dois matrimónios. O primeiro foi com Justa Fernandes de Cea, sua prima-irmã, filha dos condes Fernando Bermudes e Elvira Dias e irmã da rainha Jimena Fernandes, a esposa do rei Garcia Sanches II de Pamplona, assim, os filhos deste casamento foram primos-irmãos do rei Sancho Garcês III.
- Munio Flaínez (m. depois de 1020), conde;[6]
- Fernando Flaínez (m. ca. 1049), umo dos mais poderosos condes em Leão;[4]
- Diogo Flaínez (m. ca. 1058), o pai de Rodrigo Dias de Vivar, O Cid.[a]
- Elvira Flaínez[7]

Sua segunda esposa foi Justa Pepiz, possivelmente a filha do conde Pepi Afonso ou do conde Pepi Garvísiz, de quem teve:
- Pedro Flaínez (m. 1070-1072), conde a partir de 1030, casado com Bronilde Munhoz, com importante descendência.[8]
- Marina Flaínez.[6]